# 赫尔辛基艺术博物馆

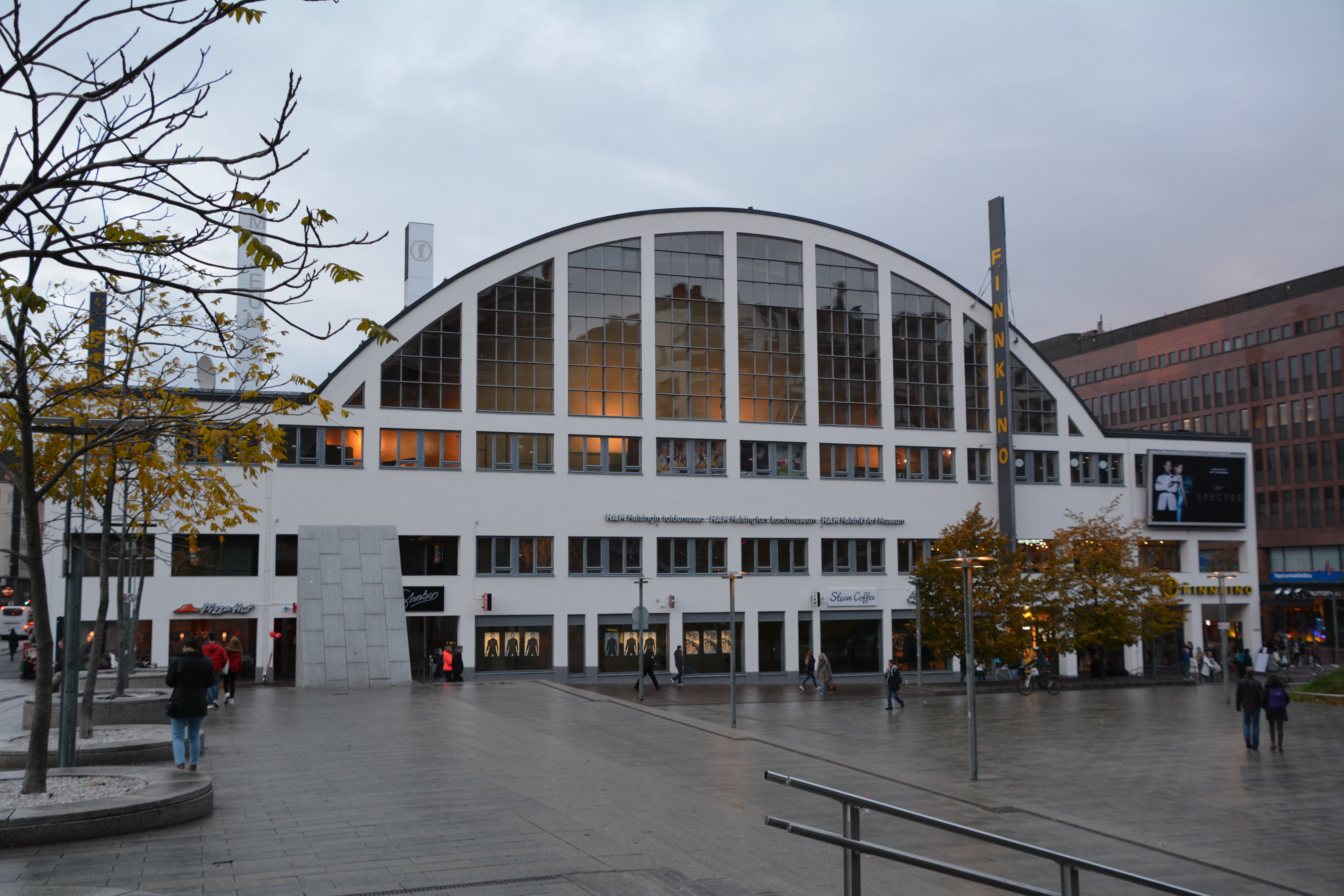
赫爾辛基美術博物館的展厅位于网球宫建筑里

赫尔辛基艺术博物馆（芬蘭語：Helsingin taidemuseo，缩写为“HAM”）是芬蘭首都赫爾辛基的一座艺术博物馆，其展厅位於康皮區。2015年，赫尔辛基艺术博物馆展厅在經過翻新之後重新開放。
赫尔辛基艺术博物馆由赫爾辛基市所有和運營的。它管理着赫尔辛基市大约有9000多件的艺术品。其中超过半数以上的艺术品展出于公共场所，如公园、大街、学校和图书馆等。

## 外部連結
- HAM Helsinki Art Museum （页面存档备份，存于）